# William Smith, 4. Viscount Hambleden
William Herbert Harry Smith, 4. Viscount Hambleden (* 2. April 1930; † 2. August 2012 in Reno, Nevada) war ein britischer Peer und Politiker (Conservative Party).

## Leben
Er war der Ältere Sohn des William Henry Smith, 3. Viscount Hambleden (1903–1948) aus dessen Ehe mit Lady Patricia Herbert (1904–1994), Tochter des Reginald Herbert, 15. Earl of Pembroke. Seine Mutter war Lady of the Bedchamber bei der Königinmutter. Sein Vater war ein Nachfahre des Gründers der Bücher- und Zeitschriftenkette WH Smith. 
Er besuchte das Eton College. 1948 erbte er beim Tod seines Vaters 1948 erbte er dessen Ländereien sowie den Adelstitel Viscount Hambleden. Mit dem Titel war damals ein Sitz im House of Lords verbundenen, in das er nach Erreichen der Volljährigkeit am 23. Juli 1952 eingeführt wurde. Im Hansard sind keine Parlamentsreden von ihm verzeichnet. Seinen Sitz verlor er schließlich durch den House of Lords Act 1999.
Er heiratete am 21. Februar 1955 Donna Maria Carmela Attolico di Adelfia, die Tochter des italienischen Diplomaten Bernardo Attolico, Conte di Adelfia (1880–1942). Sie ließen sich 1988 scheiden. Zusammen haben sie fünf Söhne: William Henry (* 1955), Bernardo James (* 1957), Alexander David (* 1959), Nicolas Robin Bartolomeo (* 1960) und Lorenzo Patrick Harold (* 1962). Die Ehe wurde 1988 geschieden.
Am 28. August 1988 heiratete er in zweiter Ehe Lesley Watson. Seit seiner Scheidung lebte er mit seiner zweiten Gattin vorwiegend in den USA, während seine Exfrau den Familiensitz The Manor House in Hambleden, Buckinghamshire bewohnte. Zwischen 2003 und 2007 verkaufte er wesentliche Teile seiner Ländereien in England. 
Zuletzt litt er an Krebs. Smith starb am 2. August 2012 in Reno im Alter von 82 Jahren. Sein ältester Sohn erbte seinen Adelstitel.